# Jackson do Pandeiro

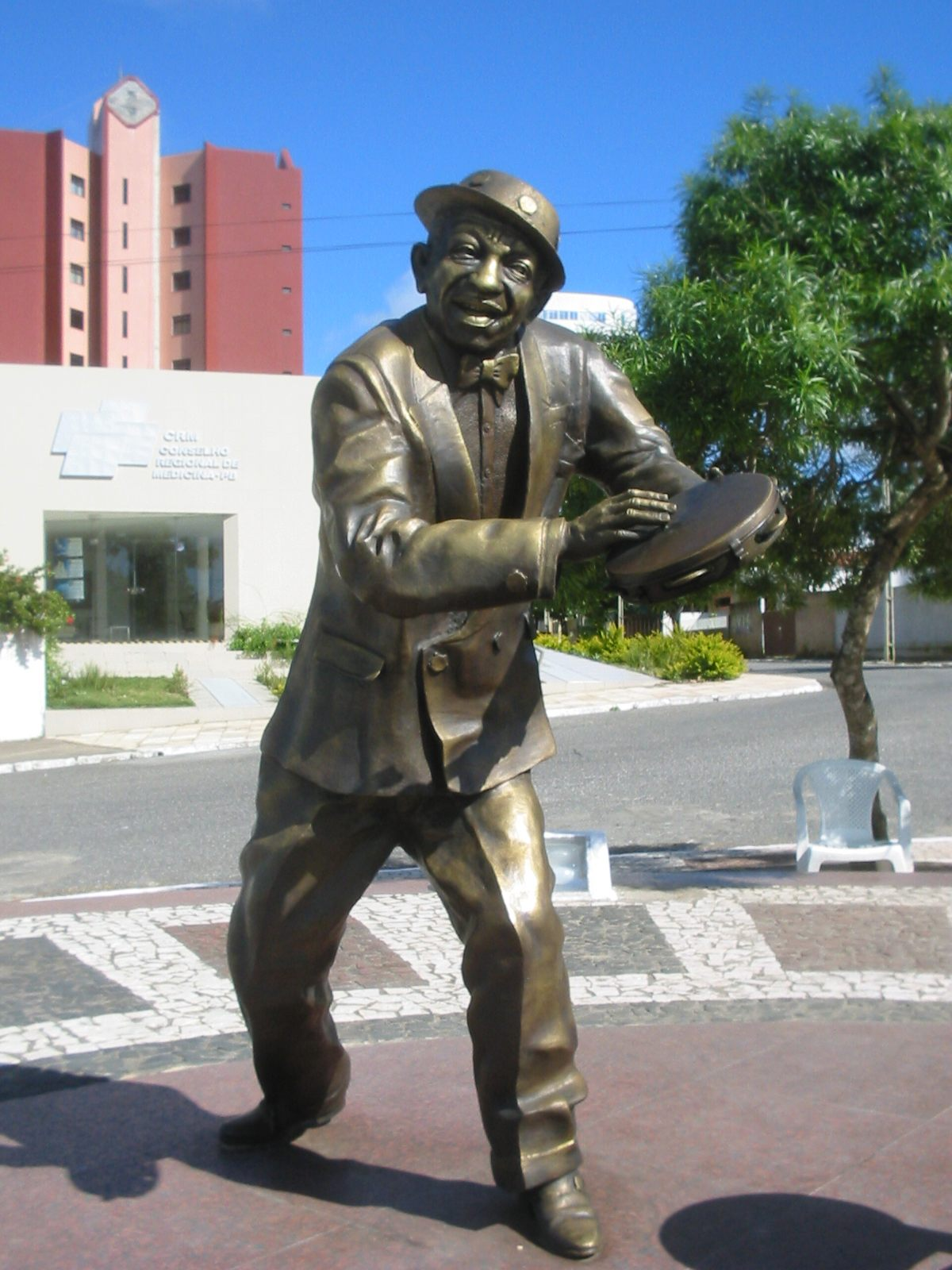
Denkmal für Jackson do Pandeiro in Campina Grande (Paraíba).

Jackson do Pandeiro (* 31. August 1919 in Alagoa Grande, Paraíba; † 10. Juli 1982 in Brasília; eigentlich José Gomes Filho) war ein brasilianischer Musiker.
Der Musiker, den man „O Rei do Ritmo“ (König des Rhythmus) nannte, war nach Luiz Gonzaga einer der bedeutendsten Interpreten des Forró und anderer Stile des brasilianischen Nordostens. Der Meister des Pandeiro, daher sein Künstlername, war ebenfalls Sänger. Er trat zunächst als Bandmusiker in Gaststätten und Kabaretts in Campinas, später in João Pessoa auf, bevor er zahlreiche Schallplatten einspielte.
Sein erster Hit war Anfang der 1950er Jahre das heute in ganz Brasilien populäre und auch international bekannte Lied Sebastiana von Rosil Cavalcanti.
Jackson do Pandeiro, der seit den 1960er Jahren Diabetiker war, verstarb 62-jährig während einer Konzertreise in Folge einer Lungen- und Hirnembolie.